# La Fin et les Moyens

La Fin et les Moyens - Enquête sur la nature des idéaux et sur les méthodes employées (titre original : Ends and Means - an Enquiry Into the Nature of Ideals and Into the Methods Employed for Their Realization) est un essai écrit par Aldous Huxley et publié en 1937.
« Être un homme complet, équilibré, c'est une entreprise difficile, mais c'est la seule qui nous soit proposée. Personne ne nous demande d'être autre chose qu'un homme. Un homme, vous entendez. Pas un ange, ni un démon. Un homme est une créature qui marche délicatement sur une corde raide, avec l'intelligence, la conscience et tout ce qui est spirituel à un bout de son balancier, et le corps et l'instinct et tout ce qui est inconscient, terrestre et mystérieux à l'autre bout. En équilibre, ce qui est diablement difficile. »
Partant du constat que les hommes de notre civilisation sont depuis trente siècles d'accord sur la finalité de l'effort humain : liberté, paix, justice et amour fraternel, Aldous Huxley discute des moyens à mettre en œuvre pour y parvenir. S'inspirant des évènements historiques passés et de théories modernes de son époque (hydroponique, psychanalyse, communisme...) il trace les grandes lignes d'une société d'hommes en mesure d'arriver à ces fins. Dans une époque redoutant l'imminence d'une guerre, il propose des moyens d'éviter celle-ci, et tente de décrire les mécanismes de militarisation des États. Plus généralement, il aborde de manière critique et propose des éléments de réponse à des thèmes variés : réformes, planification, démocratie, guerre, éducation, inégalités, croyances, pratiques religieuses, éthique. Critique sur certaines nouveautés de son temps, il se montre malgré cela au courant des progrès techniques et fonde parfois ses idées sur des innovations scientifiques et intellectuelles.

## Première traduction française
- La Fin et les Moyens, Paris, Plon, 1939.